# Lavaufranche
Lavaufranche es una comuna francesa situada en el departamento de Creuse, en la región de Nueva Aquitania.

## Demografía
| 431 | 445 | 367 | 304 | 231 | 246 | 240 |
| Para los censos de 1962 a 1999 la población legal corresponde a la población sin duplicidades (Fuente: INSEE [Consultar]) |     |     |     |     |     |     |